# Zichy
Zichy, Družina Zichy, tudi Ziči, je madžarska plemiška družina, ki spada k najbolj vplivnim knežjim rodbinam na Ogrskem in v Avstro-ogrski monarhiji. Bila je močna v sredini novega veka, zlasti v času pred in med Prvo svetovno vojno. Imela je posesti Kaloški grad na Madžarskem, pa tudi na Slovenskem, zlasti v okolici Beltincev, kjer je sorazmerno dobro ohranjen Beltinski dvorec in cerkev sv. Ladislava z njihovo grobnico. Skozi zgodovino so dali lepo število pomembnih verskih, kulturnih in političnih osebnosti. Družina se je skozi zgodovino delila na več vej, od katerih nekatere obstajajo še danes zlasti v Avstriji, Nemčiji in ZDA-ju. 

## Zgodovina

### Grb
Kadar skozi Beltince gremo mimo Cerkve sv. Ladislava, že na njenem pročelju – pa potem v grobnici na vsaki spominski plošči, kakor tudi na barvnem oknu sv. Hedvike – opazimo grb družine Zičijev. 
Grb starodavne družine Zichy prikazuje dva jelenova roga z desetimi rožički, ki štrlita iz krone. Izročilo pravi, da se je eden od davnih prednikov družine v času Hunov potepal po jezeru Maeotis pod vodstvom jelena in tako vodil Hune; tako naj bi torej nastal njegov družinski grb. 
Novejše izročilo pa pravi, da to izhaja iz časa, ko so se pod Árpádom Madžari selili čez reko Tanais. Takrat je krenil del naroda v Malo Azijo in tam je neki Ziči ustanovil trdnjave Gogia-Szichi; potem je med krvnimi sorodniki navedena tudi Otomanska vladarska hiša. 

### Izvor
Zgodovinsko pa lahko ugotovimo, da plemiška družina Zichy (beri: ziči; madžarsko Zichy; slovensko: Ziči; slovaško Zičiovci; rusko Зичи; latinsko Zichy de Zich et Vásonkeö; češko Zichy z Vaszonykeö) izhaja iz Zalske županije. Njen začetnik je bil Gal Zajk (hu: Gál Zayk) okrog 1260. Ime je dobil po gradu Zajk, ki se nahaja v tej isti županiji. 
Zajk je bil torej priimek družine, dokler niso prišli v posest gradu Zič (Zich) v Zalski županiji v 14. stoletju. Prvič so prišli do večjega izraza v 17. stoletju, ko so leta 1679 prejeli grofovski naslov v osebi cesarskega generala Štefana Zičija (István Zichy †1693). Njegovi potomci so se najprej razdelili v dve veji: Zichy-Palota in Zichy-Karlburg. Veja Palota se je ponovno razdelila na tri: Nagy-Lang, Adony in Szent-Miklos. Palota je v moški črti izumrla leta 1874. Veja Zichy-Karlburg (od 1811 Zichy-Ferraris ) se je razdelila na štiri veje: Vedrod, Vezsony, Daruvar in Csics, ki je pa zdaj izumrla.

### Prispevek Zičijevih
Skozi zgodovino je dala rodovina Zičijevih lepo število visokih državnikov, cerkvenih dostojanstvenikov, politikov in kulturnih delavcev. Njihov prispevek k napredku in blagostanju ljudstva in dežele je znaten. To kaže tudi življenje in delovanje ene od njihovih vej - družine nekdanjega beltinskega gospodarja Avgusta Zičija.
Deblo rodovine Ziči je namreč zelo razvejano in razširjeno po Evropi, pa celo po Ameriki. Nekatere veje so se skozi zgodovino posušile oziroma izumrle, druge pa so ostale žive vse do danes. 

### Pomembnejši predstavniki Zičijevcev
- Grof Ferenc Zichy (1701-1783) je bil nadžupan in škof v Juri od 1743 do smrti.[9]
- Grof Károly Zichy (1753–1826) je bil avstrijski vojni minister leta 1809 in minister za notranje zadeve v letih 1813–14; njegov sin
  - Grof Ferdinánd (1783–1862) je bil avstrijski feldmaršal obsojen na deset let zapora, ker se je leta 1848 predal beneškim upornikom (leta 1851 je bil pomiloščen).
- Grof Ödön Zichy (1809–1848), upravitelj grofije Veszprém, je bil obešen 30. septembra 1848 po odredbi madžarskega prevratniškega vojnega sodišča, ki mu je predsedoval Görgey, ker je deloval kot Jelačićev poslanec pri cesarskem generalu Rothu. Ta obsodba in pa mučeniška Rothova smrt je vstajnikom prizadejala več škode kot koristi.
- Grof Ferenc Zichy (1811–1900) je bil leta 1848 državni sekretar za trgovino v Széchenyijevem ministrstvu, vendar se je ob izbruhu revolucije upokojil, se pridružil cesarski strani in deloval kot cesarski komisar; od 1874 do 1880 je bil avstrijski veleposlanik v Carigradu in predstavnik Avstro-Ogrske na Carigrajski konferenci (1876-77).
- Grof Avgust Zichy (1852–1925) – potopisec, pesnik, upravnik Reke ter lastnik Beltinškega dvorca. Njegova hčerka
  - Grofična Teodora Zichy (1886–1915) je skupaj s svojima sestrama Anastazijo in Marijo prostovoljno stregla ranjencem med Prvo svetovno vojno in se nalezla jetike; umrla v sluhu svetosti.

- Grof Ödön Zichy (1811–1894) je bil izjemen po svoji veliki dejavnosti pri pospeševanju umetnosti in industrije v Avstro-Ogrski; ustanovil je Orientalni muzej na Dunaju, ki je danes del Umetnostnozgodovinskega muzeja [10] Bil je za grofom Hansom Wilczekom drugi največji podpornik avstroogrske odprave na severni tečaj v  Deželo Franca Jožefa.

#### Slikovna zbirka
- Ferenc Zichy (1701-1783) - škof v Juri
- Peter Zichy (okrog 1750)
- Jenő (Evgen) Zichy
- Ödön Zichy, umorjen med marčnim prevratom 1848
- Grof Avgust Ziči 1872 kot upravnik Reke
- Sestre Ziči - Marija, Teodora in Anastazija. [11]
- Antal Zichy
- Mihály Zichy, slikan 1881 na Dunaju
- Antonija Zichy

### Družina Zičijev
(slovensko)
- Plemiške družine v beltinskem gradu Objavljeno 14. marec 2017 15.48. Piše: Jože Žerdin

(madžarsko)
- Zichy család. (Zichi és Vásonkeői gr.)

(nemško)
- Die Amtsträger 1500-1806
- Zichy-Vásonykeő, Familie Altungarisches Grafengeschlecht Oesterreichisch Musikleksikon –Online
- Grafen Zichy Condes Zichy Daten #282 Geneall

(angleško)
- All Public Member Photos & Scanned Documents results for Zichy (na 50 spletnih straneh slike znamenitih Zičijevcev)
- Leveltar Zichy HU BFL - IV.1411.b - 1888 - 00444 – Zichy (arhivi Zičijevih družin
- Family: Graf Stephan Keglevich de Buzin / Gräfin Klára Mária Theodora Paulina Antonia Ilona Josefa Zichy de Zich et Vásonkeö (F292236) m. 10 Jul 1907 Geneagraphie
- Rubido-Zichy de Zagorje et Zich.
- Zichy encyclopedias 29-SEP-18
- János Zichy de Zich et Vásonkeö Print Family Tree Graf Zichy de Zich et Vásonkeö

(italijansko)
- ZICHY di Giulio de Miskolczy - Enciclopedia Italiana (1937)

(špansko)
- Zichy familia

### Znameniti Zičijci in njihovigradovi
(slovensko)
- Aladár Zichy življenjepis /slovensko/

(madžarsko)
- Zichy Mihály emlékház

(angleško)
- GR Ferenc Zichy's Geni Profile by Henn Sarv 20. avgust 2021
- Mihaly Zichy | Romantic painter By Zana Bihiku Tutt'Art Art Movements and Styles 19th century Art, 20th century Art, Hungarian Art
- Blanka Teodora Ludmilla Theodora Ludmilla Safarik Zichy – Benzon public profile
- Assessment of the environmental value of the Zichy Castle Park in Voivodeni, Romania – Brief description  [2014 by Kovács, Lóránt]]
- Klára Mária Theodora Paulina Antonia Ilona Josefa Zichy Family Tree Geneanet

(nemško)
- West-Europese adel » Clara Maria Theodora Pauline Anthonia Ilona Josepha "Clara" Zichy van Zich-Vásonkeö (1883-1971) Ein genealogischer Internetdienst von Coret Genealogie
- Ihre Suche nach Mihály Zichy KÜNSTLER (Romantično-naturalistični slikar Mihaly Zichy]

(italijansko)
- Mihaly von Zichy
- Aladár Zichy
- Casa padronale della famiglia Zichy (Lónyay) a Rusovce prima della ricostruzione

(nizozemsko)
- Clara Zichy genealogie West-Europese adel » Clara Maria Theodora Pauline Anthonia Ilona Josepha "Clara" Zichy van Zich-Vásonkeö (1883-1971). Persoonlijke gegevens Clara Maria Theodora Pauline Anthonia Ilona Josepha "Clara" Zichy van Zich-Vásonkeö